# قصر دار الجامعي
قصر دار الجامعي متحف بمكناس بالمملكة المغربية، شيد خلال القرن التاسع عشر للميلاد. هذه المعلمة تحولت إلى متحف منذ 1920 م تحت اسم «متحف الفنون المحلية» لتُعاد تسميته بمتحف دار الجامعي.
من معروضاته فن الخشب بنوعيه المنقوش والمصبوغ، خشب الهندسة المعمارية، وخشب الأثاث المنزلي، اللباس التقليدي وبعض الأحزمة الحريرية النفيسة، كذلك بجناح على الطابع الأندلسي تتخلله ممرات من الزليج وبكشك خاص بالعازفين والمنشدين.

## تاريخ
شيد قصر «دار الجامعي» عام 1299 هـ/1882م، كما تؤرخ ذلك النقيشة الجبصية الموجودة في قبة الاستقبال. ويعود الفضل في تشييد هذا القصر إلى الوزير الصدر محمد بن العربي الجامعي الذي عاصر السلطان المولى الحسن الأول.
اتخذته السلطات الاستعمارية عند دخولها مدينة مكناس إبان الحماية مستشفي عسكريا ". وفي سنة 1916 تحولت دار الجامعي إلى مقر للفنون الجميلة، اما في سنة 1920 وضعت البناية كلها رهن إشارة مفتشية الفنون الجميلة التي قامت بدورها بإنشاء النوات الأولى للمتحف. فأصبحت البناية تضم نواة متحفية ودار للصناعة التقليدية.